# Sueca
Sueca (valencianskt uttal: [suˈɛka]) är en stad och kommun i provinsen Valencia i den autonoma regionen Valencia i östra Spanien. Staden ligger cirka 30 kilometer söder om Valencia. Kommunen har 28 480 invånare (2024), på en yta av 92,52 km². Sueca tillhör comarcan Ribera Baixa.
Regionens främsta industrigren är risodling och därför har staden varit värd för den prestigefyllda Concurso Internacional de Paella Valenciana de Sueca sedan 1961.

## Ortnamn
Ortnamnet har flera möjliga ursprung. Vissa hävdar att det härrör från den arabiska termen سويقة, romaniserad som Swayqa, lit. 'loppmarknad'. Det är en diminutivform av سوق (sūq) "souk" eller "marknad", som i vardagsspråk uttalades swēqa. Å andra sidan finns det en del som tror att ursprunget till termen är mer vardagligt, och kommer från 1600-talet. Efter morernas utvisning, då området avfolkades (utvisningen påverkade cirka 35 % av befolkningen), gjordes ett försök för att återbefolka regionen med ultramontana bosättare, särskilt från katolska församlingar i det som nuvarande är Tyskland, Danmark och Sverige. De som var infödda i denna zon blev dominerande i regionen söder om Valencia, vilket skulle utgöra grund till det ursprunget av termen Sueca.